# 冷泉為景
冷泉 為景（れいぜい ためかげ）は、江戸時代前期の公家・歌人。官位は正四位下・左近衛中将。下冷泉家8代当主。実の姪・貞子は後光明天皇の典侍である事でも知られる。

## 経歴
高名な儒学者であった父の惺窩は、冷泉家（下冷泉家）の冷泉為純の三男として生まれたが、下冷泉家の所領であった播磨国三木郡（美嚢郡）細川庄（現在の兵庫県三木市）で生まれた庶子であったため、下冷泉本家を継がなかった。為純と子の冷泉為勝が戦死したのちも、惺窩は弟の為将に下冷泉家を継がせた。
慶長17年（1612年）、為景は藤原惺窩の長男として誕生。父の影響もあり、幼い頃より歌を能くしたという。
正保4年（1647年）、叔父・冷泉為将の死去に伴い、勅命により下冷泉家を相続する。後光明天皇の侍講として活躍し、松永貞徳や中院通村等の当時の一流の文人達とも交流があった。水戸藩2代藩主・徳川光圀とも交流を持ち、慶安4年（1651年）朝廷使節団の江戸下向に伴い対面を果たした。
慶安5年（1652年）、肺病を患い、辞世の句も読めぬまま亡くなった。享年41。
歌集に「冷泉為景朝臣歌集」がある。また、寛永16年(1639年)に筆写したという「春寝覚」が伝わっている。

## 系譜
- 父：藤原惺窩（1561-1619）
- 母：不詳
- 養父：冷泉為将
- 妻：不詳
  - 男子：冷泉為元
  - 女子：正親町三条実昭室